# Socialismo científico
Socialismo científico é um termo cunhado em 1840 por Pierre-Joseph Proudhon na obra What is Property? (O que é a propriedade?)  para se referir a uma sociedade orientada por um governo científico, ou seja, aquele cuja soberania repousa na razão, ao invés de um governo cujas ações baseiam-se no acaso ou no arbítrio: 
Assim, numa determinada sociedade, a autoridade do homem sobre o homem é inversamente proporcional ao estágio de desenvolvimento intelectual que essa sociedade alcançou; e a provável duração dessa autoridade pode ser calculada a partir do desejo mais ou menos geral de um verdadeiro governo — isto é, de um governo científico. E assim como o direito da força e o direito do artifício recuam diante do avanço constante da justiça, e devem finalmente se extinguir em igualdade, assim a soberania da vontade cede à soberania da razão, e deve enfim se perder no socialismo científico.
No livro de 1844, A Sagrada Família, Karl Marx e Friedrich Engels descreveram os escritos dos escritores socialistas e comunistas Théodore Dézamy e Jules Gay como verdadeiramente "científicos".  Mais tarde, em 1880, Engels usou o termo "socialismo científico" para descrever a teoria sócio-política-económica de Marx. 

## Definição
Embora o termo socialismo tenha significado especificamente uma combinação de ciência política e econômica, também é aplicável a uma área mais ampla da ciência, abrangendo o que hoje é considerado sociologia e humanidades. A distinção entre socialismo utópico e científico originou-se de Marx, que criticou as características utópicas do socialismo francês e da economia política inglesa e escocesa. Engels mais tarde argumentou que os socialistas utópicos não conseguiram reconhecer por que o socialismo surgiu no contexto histórico que ele criou, que surgiu como uma resposta às novas contradições sociais de um novo modo de produção, ou seja, o capitalismo. Ao reconhecer a natureza do socialismo como a resolução dessa contradição e aplicando uma compreensão científica completa do capitalismo, Engels afirmou que o socialismo havia se libertado de um estado primitivo e se tornado uma ciência. 
Essa mudança no socialismo foi vista como complementar às mudanças na biologia contemporânea desencadeada por Charles Darwin e a compreensão da evolução pela seleção natural — Marx e Engels viram essa nova compreensão da biologia como essencial para a nova compreensão do socialismo e vice-versa.
Karl Marx (1818-1883) e Friedrich Engels (1820-1895), desenvolveram a teoria socialista, partindo da análise crítica e científica do próprio capitalismo.
Ao contrário dos utópicos, Marx e Engels não se preocuparam em pensar como seria uma sociedade ideal. Preocuparam-se, em primeiro lugar, em compreender a dinâmica do capitalismo e para tal estudaram a fundo suas origens, a acumulação prévia de capital, a consolidação da produção capitalista e, mais importante, suas contradições. Eles acreditavam que o capitalismo seria, inevitavelmente, superado e destruído. E, para eles, isso ocorreria na medida em que, na sua dinâmica evolutiva, o capitalismo, necessariamente, geraria os elementos que acabariam por destruí-lo e que determinariam sua superação. Entenderam, que a classe trabalhadora agora completamente expropriada dos meios de subsistência, ao desenvolver sua consciência histórica e entender-se como uma classe revolucionária, teria um papel decisivo na destruição da ordem capitalista e burguesa. Apesar dele defender a ciência, ele criticava o cientificismo e alegava que o método científico não era neutro nem estava isento de dogmas.
Marx e Engels afirmaram, também, que o socialismo seria apenas uma etapa intermediária, porém, necessária, para se alcançar a sociedade comunista.[carece de fontes?] Esta representaria o momento máximo da evolução histórica do homem, momento em que a sociedade já não mais estaria dividida em classes, não haveria a propriedade privada e o Estado, entendido como um instrumento da classe dominante, uma vez que no comunismo não existiriam classes sociais. Chegar-se-ia portanto, à mais completa igualdade entre os homens. Para eles isso não era um sonho, mas, uma realidade concreta e inevitável. Para se alcançar tais objetivos o primeiro passo seria a organização da classe trabalhadora.
A teoria marxista, expressa em dezenas de obras, foi claramente apresentada no pequeno livro publicado em 1848, O Manifesto Comunista. Posteriormente, a partir de 1867, foi publicada a obra básica para o entendimento do pensamento marxista: O Capital, de autoria de Marx. Os demais volumes, graças ao esforço de Engels, foram publicados após a morte de Marx.
Os princípios básicos que fundamentam a teoria marxista podem ser sintetizados em quatro teorias centrais:
- A teoria da mais-valia, caracterizada pelo excedente referente ao lucro do capitalista, que não participa ativamente da produção mas, ainda assim, concentra a maior parte do capital obtido;
- A teoria do materialismo histórico, na qual defende-se que os acontecimentos históricos são determinados pelas condições materiais da sociedade;
- A teoria da luta de classes, onde se afirma que a história da sociedade humana é a história da luta de classes, ou do conflito permanente entre as classes sociais que compõem determinada sociedade, havendo sempre a contraposição entre exploradores e explorados;
- A teoria do materialismo dialético, onde Marx e Engels tentam compreender a dinâmica das transformações históricas. Assim como, por exemplo, a morte é a negação da vida e está contida na própria vida, toda formação social (escravatura, feudalismo, capitalismo) encerra em si os germes de sua própria destruição.

## Metodologia
O socialismo científico refere-se a um método para compreender e prever fenómenos sociais, económicos e materiais, examinando as suas tendências históricas através da utilização do método científico, a fim de obter resultados prováveis e prováveis desenvolvimentos futuros. Está em contraste com o que os socialistas posteriores chamaram de socialismo utópico – um método baseado no estabelecimento de proposições aparentemente racionais para organizar a sociedade e convencer os outros da sua racionalidade e/ou desejabilidade. Também contrasta com as noções liberais clássicas de direito natural, que se baseiam em noções metafísicas de moralidade, em vez de numa concepção dinâmica materialista ou fisicalista do mundo. 
Os socialistas científicos vêem os desenvolvimentos sociais e políticos como sendo em grande parte determinados pelas condições económicas, em contraste com as ideias dos socialistas utópicos e dos liberais clássicos, e assim acreditam que as relações sociais e as noções de moralidade são baseadas no contexto relativamente ao seu estágio específico de desenvolvimento económico. Eles acreditam que, como sistemas económicos, o socialismo e o capitalismo não são construções sociais que possam ser estabelecidas a qualquer momento com base na vontade e nos desejos subjetivos da população, mas, em vez disso, são produtos da evolução social. Um exemplo disto foi o advento da agricultura, que permitiu às comunidades humanas produzir um excedente – esta mudança no desenvolvimento material e económico levou a uma mudança nas relações sociais e tornou obsoleta e um obstáculo a antiga forma de organização social baseada na vida de subsistência. para um maior progresso material. As mudanças nas condições económicas exigiram uma mudança na organização social. 
Em seu livro “Em Defesa do Marxismo”, Leon Trotsky defendeu o método dialético do socialismo científico durante as divisões em facções no movimento trotskista americano no período 1939-40. Trotsky via a dialética como um método essencial de análise para discernir a natureza de classe da União Soviética. Especificamente, ele definiu o socialismo científico como a “expressão consciente de um processo histórico”. 

## Exemplos
Em Bangladesh, depois de 1971, Jatiya Samajtantrik Dal foi formado com o objetivo de exercer um governo baseado no socialismo científico.   No Japão, o Partido Comunista Japonês tem uma ideologia baseada no socialismo científico. 

## Críticas
O filósofo da ciência Karl Popper em seu livro The Open Society and Its Enemies caracterizou o socialismo científico como pseudociência. Ele argumenta que seu método é o que ele chama de "historicismo": o método de analisar tendências históricas e derivar leis universais a partir delas. Ele critica essa abordagem como não sendo científica, uma vez que seus princípios não podem ser testados, e em particular, não estão sujeitos à capacidade de se provarem falsos. Keynes afirmou que o marxismo é a mais radical aplicação do utilitarismo já teorizada. Apesar das críticas de Keynes, ele concordava na necessidade de se conciliar trabalho e estudo.